# بوریس ماتویوف
بوریس ماتویوف فیلم‌بردار اهل شوروی بود. او بعد از انقلاب اکتبر روسیه به ایران مهاجرت کرد و به دعوت اسماعیل کوشان به استودیو پارس رفت.

دکتر هوشنگ کاووسی در بخشی از خاطراتش به مناسب درگذشت مهدی امیرقاسم خانی از ماتویوف هم یاد کرده‌است: 
بوریس از شوروی به ایران آمده بود تا به آمریکا برود. سنش از پنجاه گذشته بود. مردی بود هنرمند، نقاش، مجسمه‌ساز، قالب‌گیر با گچ و معمار. بوریس در شوروی با فیلمساز ارمنی‌تبار هامو بیک-نازاریان کار کرده بود …
ماتویوف در استودیو پارس ابتدا نورپرداز و دکوراتور بود، بعدها با پیشنهاد کوشان به فیلمبرداری پرداخت و «مستی عشق» (۱۳۳۰) اولین کار او در این مقام است.
ماتویوف در این سال‌ها، هم بیمار بود و هم در انتظار دریافت ویزا برای رفتن به آمریکا. به همین خاطر به طور جدی دل به کار نمی‌داد و بعضی از فیلم‌های نیمه‌کار ماندهٔ او را ژرژ لیچنسکی به اتمام رساند.
فیلم آخر وی «ماجرای زندگی» که اول قرار بود آن را هوشنگ کاووسی بسازد اما وقتی کارگردانی کاووسی منتفی شد، بوریس هم از فیلمبرداری انصراف داد و جایش را ژرژ گرفت. بوریس ماتویوف در ۶۳ سالگی ایران را به قصد آمریکا ترک گفت و دیگر بازنگشت.

## فیلمشناسی
- مستی عشق (۱۳۳۰)
- گلنسا (۱۳۳۱)
- همسر مزاحم (۱۳۳۱)
- محکوم بی‌گناه (۱۳۳۲)
- بازگشت (۱۳۳۲)
- مراد (۱۳۳۲)
- دختری از شیراز (۱۳۳۲)
- ماجرای زندگی (۱۳۳۳)